# Termopan

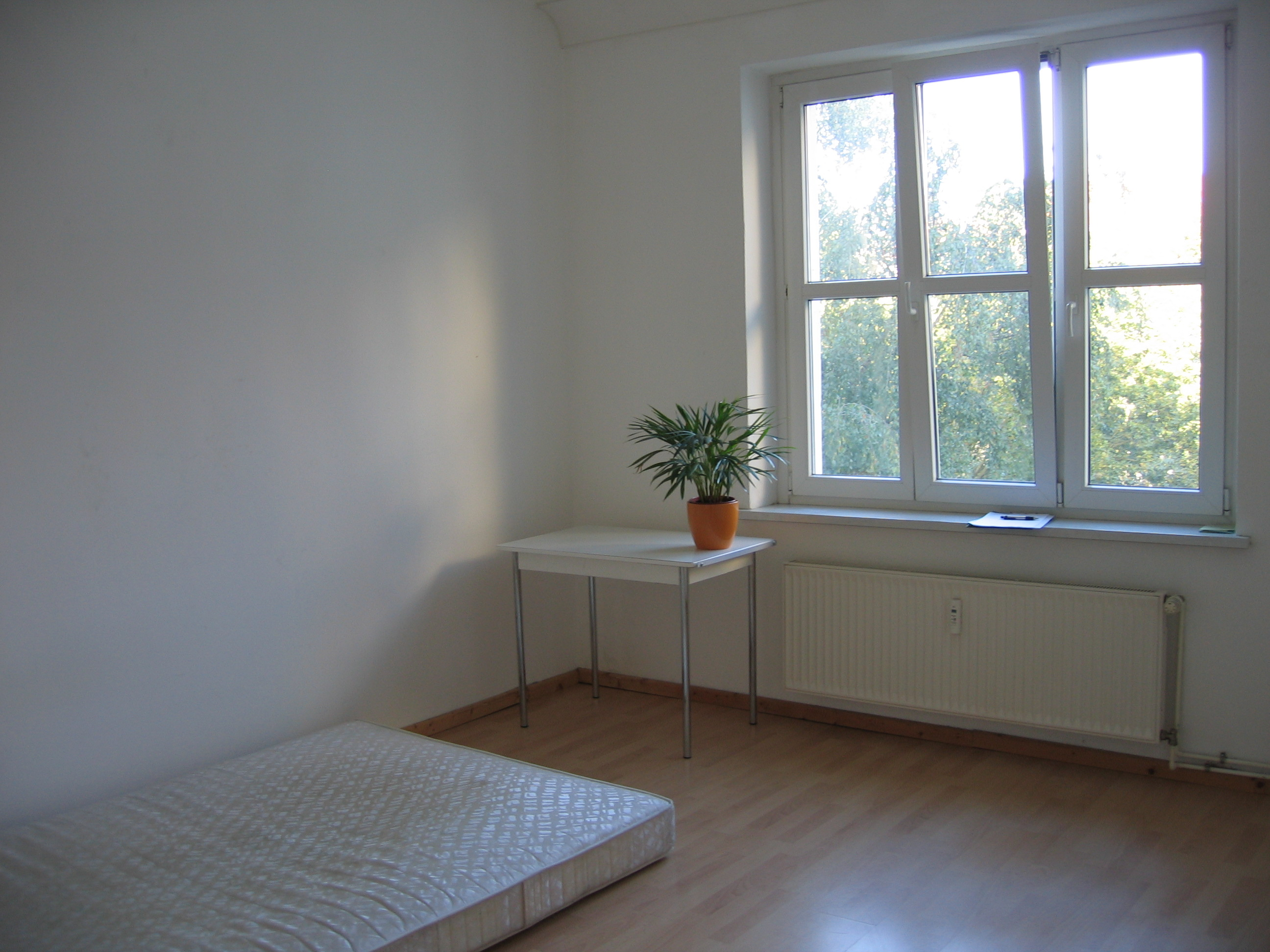
Geam termopan tipic

Un termopan este o fereastră formată din două geamuri de sticlă, între care se introduce aer uscat pentru a asigura o izolare termică eficientă.
Termenul vine din limba germană: Thermopane. În primele decenii de la apariția sticlei izolante cu mai multe panouri (anii 1950-1970), marca Thermopane a fost utilizată pe scară largă în țările vorbitoare de limbă germană. Denumirea a devenit uneori sinonimă cu sticla izolatoare cu geam dublu.